# Ben Daimio
Ben Daimio è uno dei personaggi del fumetto Hellboy, creato dall'artista statunitense Mike Mignola.

## Biografia del  personaggio
Come rivelato nel secondo numero del BPRD: The Universal Machine, il capitano Ben Daimio era un giapponese-americano ex capo di una squadra di 8 marines statunitensi assegnati a una missione di salvataggio (numerata D16F8-4188) nella giungla boliviana il 10 di giugno del 2001 per salvare le suore apparentemente catturate da un gruppo fondamentalista chiamato il vero sentiero, sebbene il vero percorso fosse un gruppo politico pacifico che non si era mai impegnato in attività violente in anticipo. La missione andò male quando i veri colpevoli, un culto indigeni di giaguarichi ha ucciso le suore, ha attaccato il gruppo. Poco dopo, un'entità informe si è fatta conoscere e li ha massacrati finché è rimasto solo Daimio, l'incidente che lo ha portato a essere gravemente segnato sul lato sinistro della sua faccia. Poi crollò e morì per le ferite, mentre riceveva orribili visioni di un gigantesco spirito da giaguaro che disse a Daimio che la sua nuova vita avrebbe avuto inizio. Tre giorni dopo, il cadavere di Daimio fu recuperato e programmato per l'autopsia. Tuttavia, è tornato in vita poco prima della procedura, uscendo dalla borsa del suo corpo. Dopo un breve periodo di recupero, Daimio fu trasferito nelle Operazioni speciali del Pentagono e iniziò a fare da consulente informale a Bureau of Paranormal Research and Defense.
Nel 2004, dopo che la dottoressa Kate Corrigan e Abe Sapien hanno chiesto di andarsene durante BPRD: The Dead, Daimio ha lasciato il Pentagono e si è unito al BPRD come comandante della squadra sul campo. Ha guidato il trasferimento del Bureau da Fairfield, nel Connecticut , a Bureau of Paranormal Research and Defense nelle montagne del Colorado - una struttura segreta di cui è venuto a conoscenza durante il suo periodo al Pentagono. La mossa non è stata senza difficoltà e l'atteggiamento schietto di Daimio, l'insensibilità e la preferenza per la forza sulla diplomazia hanno causato attriti all'interno della squadra, in particolare con Liz Sherman.
Daimio mostra ancora seri traumi facciali dagli eventi che lo hanno ucciso nel 2001, tra cui una lacrima aperta sulla guancia sinistra e l'orecchio sinistro mancante. Non è noto se abbia rifiutato la chirurgia ricostruttiva o se tale intervento si sia rivelato impossibile a causa del suo stato clinico non chiaro. Dopo gli eventi di The Dead , Daimio ha iniziato a sottoporsi a trattamenti medici con un'apparizione che chiama "Chinaman". Questi misteriosi trattamenti sembrano legati a un bizzarro esemplare simile a una scimmia in un barattolo recuperato da Daimio che un tempo era appartenuto a sua nonna, un agente imperiale giapponese noto come The Crimson Lotus. La creatura imbalsamata sembra identica a quella che Daimio ha visto nelle sue visioni poco prima della sua morte nella giungla.
In B.P.R.D.: Killing Ground, dopo anni di fedele servizio al Bureau, la lealtà di Daimio fu messa in discussione da Johann Kraus, che scoprì la relazione di Daimio con il Loto Cremisi e fece sì che Daimio iniziasse ad agire in modo irregolare, il che portò alla sua presunta morte da parte di un misterioso invasore che lanciò un razzo nella sua stanza. Tuttavia, Daimio emerse dalle fiamme come una mostruosa creatura simile a un giaguaro che tentò due volte di uccidere Liz Sherman, ma fu sventata prima da Abe Sapien e dall'agente Devon, e poi da Johann Kraus, il cui spirito spettrale era in possesso di un ospite superumano al tempo. Tuttavia, prima di scappare, Daimio strappò la mascella del corpo ospite di Kraus, uccidendolo efficacemente, ma lasciando lo spirito di Kraus illeso.
L'ultimo numero rivela che Daimio fu cambiato dallo spirito del giaguaro mentre era in Bolivia, facendolo trasformare involontariamente in un giaguaro di notte. Le sue cure con il "cinese" avrebbero dovuto sopprimere questa trasformazione, ma alla fine divenne troppo forte e non riuscì più a contenerlo. Viene inoltre rivelato che ha causato tutte le morti all'interno del quartier generale del BPRD durante questa mini serie, contrariamente alla credenza iniziale che si trattasse di un wendigo scatenato . Daimio è stato visto per l'ultima volta nella regione selvaggia del Colorado, in piedi davanti al Wendigo, Daryl, come rivelato in B.P.R.D. Hell on Earth: The Long Death, mentre Johann lo rintracciava nella natura canadese. Dopo essersi avvicinato a Daryl, Daimio perse il controllo della sua trasformazione e attaccò il solito placido Wendigo nella sua forma da giaguaro. Questo costrinse Daryl a reagire. Dopo un lungo combattimento, l'uomo giaguaro si allontanò dopo aver apparentemente ucciso Daryl, solo per il Wendigo per recuperare e lanciare un attacco a sorpresa. Daimio è stato ucciso dal pannello di controllo di Wendigo, anche se non si sa se il suo spirito abita nel suo assassino.

## Altri media
- Ben Daimio compare per la prima volta nell'adattamento cinematografico reboot di Hellboy del 2019, è interpretato dall'attore Daniel Dae Kim e con la voce italiana di Gianfranco Miranda.